# エストニア公共放送
エストニア公共放送 （エストニアこうきょうほうそう、エストニア語：Eesti Rahvusringhääling ）は、エストニアの放送事業者。略称はERR。

## 概要
エストニア公共放送は、2007年6月1日にエストニア全国放送法に基づき設立された放送事業者で、公的資金により3つのテレビ放送と5つのラジオ放送を運営している。テレビ放送では、一般向けのETV（エストニア・テレビジョン、Eesti Televisioon ）、子供向けの番組編成であるETV2、国内少数ロシア人向けロシア語放送であるETV+、という3つの全国放送を運営している。ラジオ放送では、一般向けのヴィッケルラジオ（Vikerraadio ）、青少年向けにポップ・ミュージックやアングラ音楽に特化したラジオ2（Raadio 2 ）、クラシック音楽やジャズなどを放送するクラシッカラジオ（Klassikaraadio ）、国内少数ロシア人向けロシア語放送であるラジオ4（Raadio 4 ）、外国人向けにニュースや情報提供を行うラジオ・タリン（Raadio Tallinn ）、という5つの全国放送を運営している。また、欧州放送連合に所属している。